# Поліційна держава
Поліці́йна держа́ва, поліце́йська держа́ва (нім. Polizeistaat) — форма абсолютної монархії, що набула поширення у другій половині XVIII сторіччя. Характерними рисами поліційної держави були урядова опіка та втручання в усі сфери життя, відсторонення громадян від участі в державному управлінні, підпорядкування економіки інтересам збільшення державної скарбниці, наявність дуже розгалуженої бюрократії.
Зазвичай класичними «поліційними державами» іменують Габсбурзьку державу часів Йосипа II та Російську імперію часів Катерини II.
З XIX століття визначення «поліційна держава» зазвичай застосовують до держав із надмірним впливом поліції та спецслужб.

## Історія
Еволюція терміна пов'язана, зокрема, зі зміною значення слова «поліція» (нім. Polizei) — похідного від давньогрецького «політія» (дав.-гр. πολιτεία). У працях грецьких філософів політія (від «поліс» — «місто-держава, міська громада») означала збалансований державний устрій та мистецтво державного управління загалом.
У середні віки феодальні держави Європи поступово перетворилися на абсолютні монархії. Проте лише в XVII—XVIII виокремлюється окрема сфера державної діяльності, що згодом також отримала назву «поліція». Біля витоків теорії поліційного права стояв французький вчений Нікола Деламар. В його «Трактаті про поліцію» (1707—1738) було окреслено предмет поліційної влади, виділені її головні риси, сфери суспільних відносин об'єднані поліційною діяльністю.
На основі практики обов'язковою для держави визнавалася діяльність, спрямована на створення державної безпеки та добробуту. Здійснюючи цей обов'язок, виконавчі органи мали право безмежного втручання у приватне життя з метою ощасливлення громадян. Як у науці, так і в практиці обстоювалася доцільність застосування державного примусу не лише для гарантування безпеки, а й створення умов для добробуту громадян.
Ідея «поліційної», себто добре влаштованої держави стала історичним продовженням концепції регулярної держави, поширеної на початку XVIII сторіччя, збагаченим практичним досвідом реформ в німецьких державах загалом і імперії Габсбургів зокрема. Значний вплив на неї справили ідеї діячів французького Просвітництва та німецького філософа Християна Вольфа з їхнім прагненням «освіченої монархії». Відтак «поліційну державу» розглядають або як різновид «освіченого абсолютизму», або ж як синтез «освіченого абсолютизму» та регулярної держави (в англомовній літературі іноді використовується термін «освічена поліційна держава» (англ. enlightened police state)).

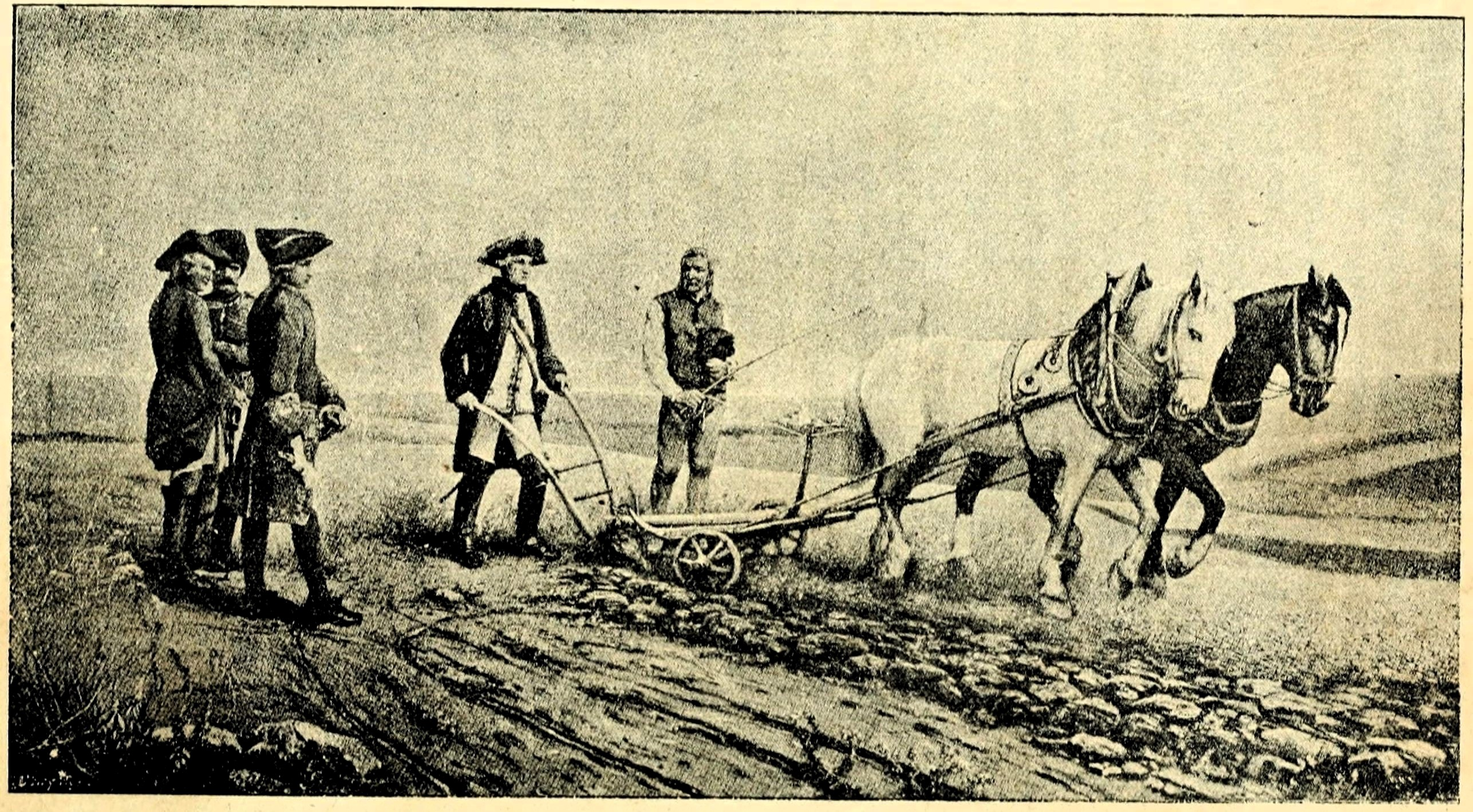
Йосип II за плугом у Славковіце

## Риси
Відмітною рисою поліційної держави є бюрократичне правління, яке відрізняється від феодального тим, що ґрунтується на праві, а не на свавіллі окремої особи. Усі починання державної влади втілюють у життя численні представники бюрократії, головним полем діяльності яких є різноманітні канцелярії. У Німеччині XVIII ст., де прихильники поліційного порядку посідали особливо значне місце, виникла окрема спеціальна галузь прикладного державознавства, присвячена державній канцелярській практиці. Батьком цієї соціально-політичної дисципліни був Й. Я. Мозер, відомий представник догматичної розробки німецького державного права. Щоправда, теоретичні викладення науковців не завжди втілювалися в життя, і на практиці замість добре облаштованого порядку панував хаос та корупція, але вчені зазвичай пояснювали це несумлінністю виконавців.
Державне управління називали поліцією принаймні до середини XIX ст. При цьому розрізняли поліцію безпеки та поліцію добробуту. Під першою розуміли державне управління, націлене на забезпечення особистої та майнової безпеки населення, а під поліцією добробуту (див. держава) — діяльність, спрямовану на забезпечення матеріальних та духовних благ населення. До поліції безпеки відносили, передусім, організацію зовнішньої оборони (армію) та дотримання внутрішньої безпеки (поліція у вузькому розумінні цього слова). До поліції добробуту зараховували турботи держави про суспільну охорону здоров'я, продовольство, видобувну та переробну промисловість, народну освіту тощо.
Поділ внутрішнього управління державним життям суспільства на поліцію безпеки та поліцію добробуту зник з наукового вжитку разом зі зникненням терміна «поліція» для позначення державного управління.
На початку Нового часу державне управління передбачало звільнення громадських організацій та особи-громадянина від гноблення з боку феодальних порядків, обстоювання їхньої самостійності. І в цьому полягав прогресивний характер ідеї «поліційної держави». Але з послабленням феодальних кайданів державна опіка не припинилася. Навпаки, набула самодостатнього значення в особі професійних чиновників (див. апарат, веберівське розуміння раціональної бюрократії…). У цьому разі, населення країни розглядали не як організацію громадян, а як безформну масу підданих, яку держава обробляє (виховує, навчає, контролює тощо) за накресленим владою планом тотальних бюрократичних заходів. Таким чином, управління в поліційній державі у принципі заперечувало самовизначення особистості та суспільних груп, оскільки базувалося на засадах всепоглинальної опіки держави над окремою людиною та суспільством загалом.
Цілковите одержавлення суду та широкий розвиток державного управління призвели до встановлення та зміцнення законодавчої функції влади. Державне законодавство визначало одноманітну та міцну юридичну норму для судових рішень. Усі аспекти життя підпорядковувались законодавчому впливові та в узгодженні з принципом єдності влади, всюдисущої та всеспрямовуваної, правотворчість було визнано виключною функцією держави.

## Критика
На певному етапі, державна опіка сприяла подоланню замкнутого господарства та встановленню народного. Проте, з виникненням капіталістичного ладу, останній потребував для свого розвитку свободи підприємництва та конкуренції. Життя висунуло вимогу свободи від державної опіки, лібералізму, що й знайшло своє висвітлення в ідеї «естетичної держави», антитезі концепції «поліційної держави». Але цю антитезу будували не на цілковитому та необґрунтованому запереченні попередньої, а на подальшому розвиткові закладених у цій концепції прогресивних просвітницьких ідей, що відповідали новому соціально-економічному контекстові.
Носієм ліберальної політичної ідеології став суспільний стан буржуазії, у чиїх руках зосереджувався значний грошовий капітал. Під її енергійним тиском поліційна система управління державою здала свої позиції, поступившись ліберальній системі державного правління.
Лібералізм означав невтручання державної влади в економічне та духовне життя людини. На цьому, зокрема, наполягали фізіократи та Адам Сміт. Завдання держави ліберали вбачали не у тотальному управлінні суспільними процесами, а виключно у правотворчості та захисті прав у суді. Метою ж права вони покладали забезпечення не тільки державного порядку, що декларувала концепція «поліційної держави», а й особистої свободи, за яку виступали німецькі ідеологи «естетичної держави». Це означало, що поліційна держава має була бути замінена на ліберально-правову державу.
Критика концепції «поліційної держави» була започаткована Кантом, який протиставив добре керованій монархії «правову державу» (нім. Rechtsstaat), в який верховною мала бути не воля володаря, визначена у законах, а природне право.
Слабкість доктрини правової держави цілком очевидно виявила себе вже у другій половині XIX ст., коли на перший план вийшло соціальне питання. На практиці з'ясувалося, що люди не є рівними навіть за мірками ліберальної доктрини, що соціально незахищені групи (молодь, літні люди, жінки, інваліди тощо) потребують для свого більш-менш нормального існування не невтручання, а, навпаки, контролю держави з розв'язання низки питань.

### Переосмислення
З часу Французької революції первинна концепція «поліційної держави» сприймалася вже як консервативна чи реакційна. Водночас, посилення ролі поліції у наполеонівській Франції та державах-переможницях Наполеона призвела до переосмислення терміну.
З середини XIX сторіччя під «поліційною державою» розуміли виключно державу із всеохопним впливом поліції та спецслужб. Під це визначення якнайкраще підпадали як абсолютні монархії — Росія за часів Миколи I та Олександра III, Османська імперія за доби абдулгамідівського «зулюма», так і авторитарні республіканські режими. Однак найповнішим втіленням «поліційної держави» вважають тоталітарні режими XX сторіччя — радянський та нацистський.
З огляду на те, що в СРСР та деяких пострадянських країн поліцію називали міліцією, використовувався також вислів «міліцейська держава» — переважно з іронічним підтекстом.